# Église Notre-Dame-aux-Neiges d'Aurillac
 (mai 2019).
Ne doit pas être confondu avec Notre-Dame-des-Neiges.

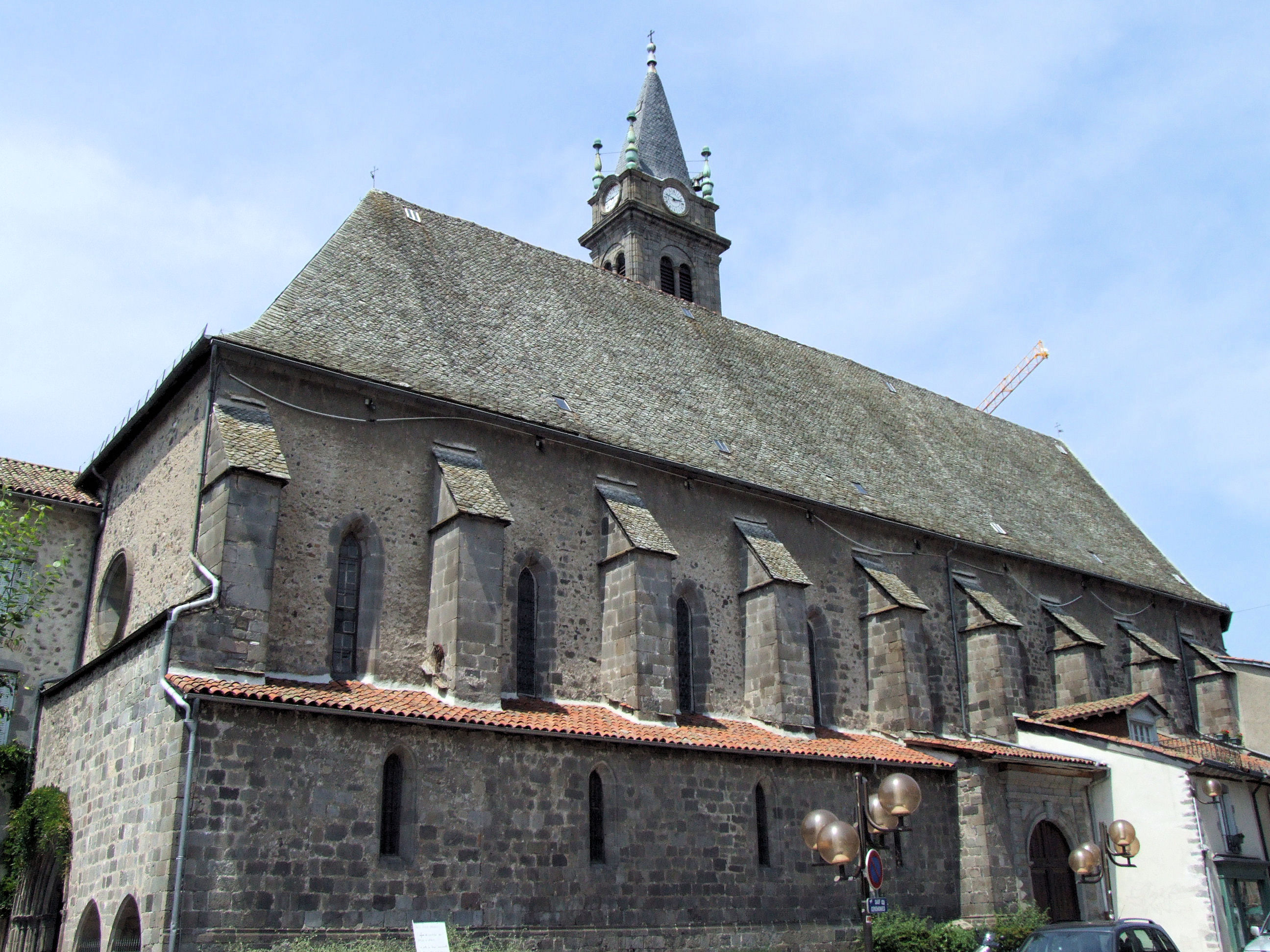
Toiture et contreforts de l'église Notre-Dame-aux-Neiges vus depuis la rue des Carmes.

L'église Notre-Dame-aux-Neiges est située à Aurillac (Cantal).  

## Histoire
Ancienne chapelle aurillacoise d'un couvent de cordeliers datant du Moyen Âge, elle est restaurée au XVIIe siècle et se voit ajouter un clocher tardivement, en 1848,. 
Son nom proviendrait du souvenir de la libération d'Aurillac, le 5 août 1581, lors des guerres de Religion. Il s'agirait d'un hommage à sainte Marie des Neiges, célébrée le 5 août. La légende raconte qu'en ce jour de 1581, la Vierge aurait fait neiger et permis aux catholiques de repousser les protestants.